# Алексія
Алексі́я (грец. α — не і λεγω — вимовляю) — симптом, що полягає у втраті здатності читати (найчастіше — розуміти написані слова й літери, так звана словесна сліпота).
Алексія спостерігається при деяких захворюваннях мозку (пухлини, абсцеси, травми тощо) та при старечій атрофії мозку.